# Banda sonora de Shōjo Kakumei Utena
La banda sonora de l'anime Shōjo Kakumei Utena va ser composta per by J.A. Seazer. És una de les bandes sonores d'anime més memorables. La cançó més identificativa d'Utena és "Zettai Unmei Mokushiroku" (Absolute Destiny Apocalypse), que sempre es fa sonar quan el personatge d'Utena es dirigeix al Colisseu dels Duels. Mentre que l'equip creatiu de la sèrie no ha ofert cap explicació oficial de la lletra d'aquesta cançó, alguns llocs web de fans s'han atrevit a especular algunes interpretacions.
La música de fons no vocal va ser composta per Shinkichi Mitsumune, i és en gran part orquestral, encara que sovint compta amb influències de jazz importants. Una cançó notable és The Sunlit Garden (en català es traduí per "El jardí il·luminat"), una peça per un piano a quatre mans que sona sovint en les escenes nostàlgiques. La seva ubiqüitat en la sèrie fa que sigui icònica i molt valorada.
La banda sonora de l'"Adolescència d'Utena" (la pel·lícula) és similar en estil a la sèrie, ja que conté una barreja de peces orquestrals i corals de rock. La pista de Masami Okui, la balada J-pop "Toki ni Ai wa" (Algunes vegades l'amor és...), difereixen una mica del so de la sèrie anime, tot i que gaudeixen també de gran popularitat entre els fans.

## Àlbums

### Shoujo Kakumei Utena OST 1, The Eve of the Absolute Evolution Revolution
Anomenat Zettai Shinka Kakumei Zenya, The Eve of the Absolute Evolution Revolution, o Shoujo Kakumei Utena Original Soundtrack 1, aquest àlbum fou publicat originàriament al Japó per KING Records Co. el 24 de juliol de 1997. Més tard es publicaria el 16 de març de 2004 als Estats Units per Pioneer / Geneon, però s'aturaria la seva distribució degut a la bancarrota d'aquesta última companyia.
L'àlbum conté fins a trenta-sis cançons, cobrint des de la música ambiental, els cors dels duels, els temes d'inici i final de la Saga del Consell d'Estudiants (Seitokai), tant l'inici ("Rinbu Revolution" o "Round Dance Revolution") com el final dels temes de conclusió ("Truth") també hi són presents en la seva extensió total, i a més tres interpretacions de "Absolute Destiny: Apocalypse". Aquestes tres interpretades durant la seqüència d'ascens de la primera Saga, la del Consell d'Estudiants o també anomenada Seitokai, i el remix industrial que sonava en la segona Saga, Kurobara o de la Rosa Negra. La tercera és una versió en karaoke de la versió original d'aquesta mateixa saga.
| Núm.          | Títol                                                                     | Durada |
| ------------- | ------------------------------------------------------------------------- | ------ |
| 1.            | «Shoujo Kakumei ~Overture~ (Revolutionary Girl ~ Overture)»               | 2:36   |
| 2.            | «Rinbu Revolution»                                                        | 4:35   |
| 3.            | «Subtitle»                                                                | 0:13   |
| 4.            | «Hikarisasu Niwa (The Sunny Garden)»                                      | 1:43   |
| 5.            | «Gakuen no Scarlet (Scarlet of the Campus) (Utena's Theme)»               | 1:50   |
| 6.            | «Gakuen no Lyrics (Lyric of the Campus)»                                  | 1:10   |
| 7.            | «Jab Up Beauty»                                                           | 2:11   |
| 8.            | «Bara no Tameiki (Sigh of the Rose) (Anthy's Theme)»                      | 2:21   |
| 9.            | «Yuuga na Kanojo (She's Elegant)»                                         | 1:40   |
| 10.           | «Sono Kanojo no Higeki (Her Tragedy)»                                     | 2:16   |
| 11.           | «Butou no Eros (Eros of the Ball)»                                        | 1:42   |
| 12.           | «Kokoro no DICE (Dice of the Heart)»                                      | 1:53   |
| 13.           | «Mienai Bara (Invisible Roses)»                                           | 1:19   |
| 14.           | «Tsuioku no Rakuen (Paradise of Reminiscence)»                            | 1:28   |
| 15.           | «Shi no Aphrodite (Aphrodite of Death)»                                   | 1:54   |
| 16.           | «Hikarisasu Niwa - Illusion (The Sunny Garden - Illusion)»                | 1:51   |
| 17.           | «Taiyou wo Iru Mono (The One Who Shoots at the Sun)»                      | 1:24   |
| 18.           | «Passionate»                                                              | 2:10   |
| 19.           | «Kioku no Idea (Idea of the Memory)»                                      | 1:41   |
| 20.           | «Densetsu - Kami no Na ha Abraxas (Legend - The God's Name is Abraxas)»   | 1:12   |
| 21.           | «Eyecatch»                                                                | 0:22   |
| 22.           | «Kashira Seijin -Kagee Shoujo no Theme- (Inhabitants of Planet Kashira)»  | 2:11   |
| 23.           | «Zettai Unmei Mokushiroku (The Absolute Destiny ~Apocalypse~)»            | 2:35   |
| 24.           | «Kettousha tachi (Duelists)»                                              | 2:00   |
| 25.           | «Dios he no Inori (Pray to Dios)»                                         | 2:11   |
| 26.           | «When Where Who Which (EP#1)»                                             | 1:40   |
| 27.           | «Nikutai no Naka no Koseidai (Paleozoic within the Body) (EP#2)»          | 2:03   |
| 28.           | «Spira Mirabilis Gekijou (Spira Mirabilis Theatre) (EP#5)»                | 2:12   |
| 29.           | «Tenshi Souzou Sunawachi Hikari (Angelic Creation, Namely, Light) (EP#7)» | 2:05   |
| 30.           | «Last Evolution (Eve of the Evolution Revolution) (EP#10)»                | 2:06   |
| 31.           | «Fuuin Jubaku (Seal Spell) (EP#11)»                                       | 1:43   |
| 32.           | «Nanbito mo Kataru Koto Nashi (No One Has Anything to Tell) (EP#12)»      | 3:08   |
| 33.           | «Zettai Unmei Mokushiroku (industrial mix)»                               | 2:05   |
| 34.           | «Jikai Yokoku (Next Episode's Theme)»                                     | 0:33   |
| 35.           | «Truth»                                                                   | 1:21   |
| 36.           | «Zettai Unmei Mokushiroku (karaoke)»                                      | 2:35   |
| Durada total: | Durada total:                                                             | 67:59  |

### Shoujo Kakumei Utena OST 2, Virtual Star Hasseigaku
Es posà a la venda al Japó el 6 de novembre de 1997 per KING Records Co., i als Estats Units el 8 de febrer de 2005 per Pioneer / Geneon, però s'aturaria la seva distribució degut a la bancarrota d'aquesta última companyia.
En les seves vint-i-vuit cançons, aquest CD cobreix la música d'ambient, els cors dels duels, les obertures i temes finals de la Saga de la Rosa Negra (aka Kurobara Hen). Ambdues obertures ("Rinbu Revolution") i el primer tema de clausura ("Truth") en la seva versió de TV, en oposició a les versions completes que apareixen a la primera banda sonora. També hi apareix la versió completa (a més de la versió especial karaoke) del segon tema de clausura "Virtual Star Embryology". També hi és la Saga d'Àkio Ohtori (Ōtori Akio Hen) amb la versió d'Absolute Destiny: Apocalypse anomenada "The Absolute Destiny: Apocalypse with Universal Gravitation".
| Núm.          | Títol | Durada |
| ------------- | --- | ------ |
| 1.            | «Virtual Star Hasseigaku (Virtual Star Embryology)»                                                      | 4:08   |
| 2.            | «Fujingekiron Gattaijutsu (Inhuman Illusory Soul Fusion Magic)»                                          | 1:25   |
| 3.            | «Kakuu Kakokei Majinai (Utopian Past-Tense Incantation)»                                                 | 2:04   |
| 4.            | «Chikyuu wa Jinbutsu Chinretsushitsu (Earth as a Character Gallery)»                                     | 1:52   |
| 5.            | «Ensuikei Zettairan Algebra (Conic Absolute Egg Algebra)»                                                | 1:34   |
| 6.            | «Senjuku Nenrei Toumeiki (Transparent Period of Adolescence)»                                            | 1:45   |
| 7.            | «Gentouchouga Juuroku Seiki (Magic Lantern Butterfly Moth 16th Century)»                                 | 1:38   |
| 8.            | «Rinbu Revolution [TV Size]»                                                                             | 1:35   |
| 9.            | «Shi no Aphrodite- Tsuioku (Aphrodite of Death Reminiscence)»                                            | 3:44   |
| 10.           | «Hitotoki no Jouryuu (A Distillation Time)»                                                              | 1:10   |
| 11.           | «Houkago no Shoujo-tachi (Girls after School)»                                                           | 2:40   |
| 12.           | «Panorama Ranman (Panorama of the Full Bloom)»                                                           | 1:22   |
| 13.           | «Chinkonkyoku (Requiem)»                                                                                 | 2:01   |
| 14.           | «Dona Dona»                                                                                              | 3:06   |
| 15.           | «Hitomi no Naka no Yokan (A Hunch on the Look in the Eyes)»                                              | 1:58   |
| 16.           | «Yumire Miru Saibou (Dreaming Cells)»                                                                    | 2:28   |
| 17.           | «Arasou no Jouka e (To the Battle Castle)»                                                               | 2:24   |
| 18.           | «Nagusami no Kyoushuu (Nostalgia of Diversion)»                                                          | 2:16   |
| 19.           | «Nemuro Kinenkan (Nemuro Memorial Hall)»                                                                 | 1:55   |
| 20.           | «Eien no Himitsu (Eternal Secret)»                                                                       | 1:46   |
| 21.           | «Kokuhaku Shoukoushitsu - Kuusou no Warui Mushi (Confession Elevator - Daydreaming Troublesome Insects)» | 3:43   |
| 22.           | «Mitsu no Naifu (Knife of Nectar)»                                                                       | 1:50   |
| 23.           | «Gougai Shoujo (Saru) (Extra Girl (Ape))»                                                                | 2:33   |
| 24.           | «Shi no Butou (Ball of Death)»                                                                           | 1:34   |
| 25.           | «Zettai Unmei Mokushiroku (By Banyuu Inryoku -Universal Gravitation-)»                                   | 2:49   |
| 26.           | «Tsumi no Kaijitsu (Fruit of the Sin)»                                                                   | 1:16   |
| 27.           | «Truth [TV Size]»                                                                                        | 1:18   |
| 28.           | «Virtual Star Hasseigaku (Karaoke)»                                                                      | 4:08   |
| Durada total: | Durada total:                                                                                            | 62:02  |

### Shoujo Kakumei Utena OST 3, Internal Clock, Municipal Orrery
Es posà a la venda al Japó l'1 de gener de 1998 per KING Records Co.. En les seves trenta-tres cançons s'hi pot trobar música de fons i els cors dels duels de les Sagues d'Akio i Apocalipsis. La Banda Sonora número tres marca el final de les bandes sonores específiques per cada Saga, i cobreix tant la Saga d'Akio Ohtori com la d'Apocalipsis, per les quals hi haurà CDs per separat.
Conté la versió de TV de "Virtual Star Embryology". Interpretada aquí amb dos cors dels duels del videojoc de Sega Saturn d'Utena ("Gertsen's Head" i "The Inversion of Me and My Room").
| Núm.          | Títol                                                                                     | Durada |
| ------------- | ----------------------------------------------------------------------------------------- | ------ |
| 1.            | «Poison»                                                                                  | 1:18   |
| 2.            | «Watarshi Kuusou Seimentai (I am an Imaginary Living Body)»                               | 3:17   |
| 3.            | «Morning Lyrical»                                                                         | 1:20   |
| 4.            | «Victory»                                                                                 | 2:07   |
| 5.            | «Evergreen Memory»                                                                        | 1:18   |
| 6.            | «Nova»                                                                                    | 1:13   |
| 7.            | «Virtual Star Hasseigaku (Duel Chorus, by Banyuu Inryoku)»                                | 1:50   |
| 8.            | «Pessimism»                                                                               | 2:38   |
| 9.            | «Possession»                                                                              | 1:36   |
| 10.           | «Bluebeard»                                                                               | 1:11   |
| 11.           | «Heizoku Uchuu ni Fumetsu no Koutei (An Immortal Emperor in a Mundane Universe)»          | 2:27   |
| 12.           | «Tenderness»                                                                              | 2:06   |
| 13.           | «Campus Dandy»                                                                            | 2:04   |
| 14.           | «Temptation»                                                                              | 1:31   |
| 15.           | «Tenshi Androgynous (The Angel Androgynous)»                                              | 3:49   |
| 16.           | «Suspicion»                                                                               | 1:22   |
| 17.           | «Watashi Banbatsu Hyaku Fushigi (I Am All the Mysteries in Creation)»                     | 3:14   |
| 18.           | «Aphrodite Scat»                                                                          | 1:56   |
| 19.           | «Ambition»                                                                                | 1:20   |
| 20.           | «Alien Girl»                                                                              | 2:04   |
| 21.           | «Tennen Douhou Kyuden Enkinhou no Sho (The Natural Compatriots' Palace Perspective Book)» | 2:39   |
| 22.           | «Akio Car»                                                                                | 2:05   |
| 23.           | «Picaresque»                                                                              | 1:59   |
| 24.           | «Guui Guuwa Guuest (Allegory, Allegorier, Allegoriest)»                                   | 3:59   |
| 25.           | «Orpheus»                                                                                 | 1:14   |
| 26.           | «Shine»                                                                                   | 2:11   |
| 27.           | «Tainai Tokei Toshi Ouroi (Internal Clock, Municipal Orrery)»                             | 3:53   |
| 28.           | «Rose & Release»                                                                          | 1:34   |
| 29.           | «Eyecatch A»                                                                              | 00:12  |
| 30.           | «Gertsen no Kubi (Gertsen's Head)»                                                        | 1:14   |
| 31.           | «Sakasama Boku to Boku no Heya (The Inversion of Me and My Room)»                         | 1:17   |
| 32.           | «Virtual Star Hasseigaku (TV Size)»                                                       | 1:20   |
| 33.           | «Eyecatch B»                                                                              | 00:13  |
| Durada total: | Durada total:                                                                             | 63:48  |

### Shoujo Kakumei Utena OST 4; Angelic Creation, Namely, Light (Remixes)
Es va publicar al Japó el 4 de febrer de 1998 per KING Records Co., i als Estats Units el 3 de gener de 2006 per Pioneer / Geneon, però s'aturaria la seva distribució degut a la bancarrota d'aquesta última companyia.
Les dotze cançons consisteixen bàsicament en "remixos", amb alguns cors dels duels. Entremig es pot trobar cançons com "Missing Link", "Adolescence Apocalypse" i una versió especial en karaoke de "Angelic Creation, Namely, Light" que apareix en aquest disc. Aquests remixos tenen uso més viu, i més simfònic, reflectint més acuradament el so dels de les Sagues d'Akio Ohtori i Apocalipsis. La versió de "Absolute Destiny: Apocalypse" que apareix en aquest CD és la primera de les Sagues d'Akio Ohtori i Apocalipsis, i apareixia també a la segona banda sonora.
| Núm.          | Títol                                                                             | Durada |
| ------------- | --------------------------------------------------------------------------------- | ------ |
| 1.            | «Last Evolution (With Banyuu Inryoku)»                                            | 2:15   |
| 2.            | «Nikutai no Naka no Kosedai (Paleozoic Within the Body)»                          | 4:28   |
| 3.            | «Chikyuu wa Jinbutsu Chinretsushitsu (Earth as a Character Gallery)»              | 3:08   |
| 4.            | «Missing Link»                                                                    | 4:26   |
| 5.            | «Nanbito mo Kataru Koto Nanshi (No One Has Anything to Tell)»                     | 4:14   |
| 6.            | «W no Yogen (Prophecy of W)»                                                      | 2:00   |
| 7.            | «Kakuu Kakokei Majinai (Utopian-Past-Tense Incantation)»                          | 2:37   |
| 8.            | «Spira Mirabilis Gekijou (Spira Mirabilis Theatre)»                               | 3:06   |
| 9.            | «Adolescense Mokushiroku (Adolescence Apocalypse)»                                | 3:51   |
| 10.           | «Zettai Unmei Mokushiroku (The Absolute Destiny Apocalypse, with Banyuu Inryoku)» | 2:48   |
| 11.           | «Tenshi Souzou Sunawachi Hikari (Angelic Creation, Namely, Light)»                | 2:17   |
| 12.           | «Tenshi Souzou Sunawachi Hikari (Karaoke)»                                        | 2:15   |
| Durada total: | Durada total:                                                                     | 37:31  |

### Shoujo Kakumei Utena OST 5, Engage Toi a Mes Contes
Publicat el 3 d'abril de 1998 per KING Records Co.. És l'única banda sonora d'Utena que està formada per dos discos. El primer disc conté nombrosos fragments extra, incloent música ambiental i remixos d'aquesta, tot el qual a més ha estat reanomenat, majoritàriament als títols en francès. Hi ha a més pistes amb dramatitzacions fetes pel repartiment de la sèrie que llegeix fragments del manga. El segon disc conté cançons del primer espectacle musical, però no totes les cançons, només les més rellevants. És la banda sonora més difícil de trobar, i la que més demanda té, tant com la versió de Son May exclusiva d'aquest CD. EN aquest CD també s'hi pot trobar la versió especial de Absolute Destiny: Apocalypse que és un remix industrial de la segona Saga, excepte que no hi apareix una veu robòtica masculina.
| 1.            | «Dai 1 Maku- Bara no Kokuin (Act I - The Rose Signet)»                                    | 1:42  |
| 2.            | «Nouvelle Mariee (The Rose Bride)»                                                        | 3:14  |
| 3.            | «Dai 2 Maku- Kettousha-tachi (Act II - Duelists)»                                         | 0:52  |
| 4.            | «Foi (Faith)»                                                                             | 1:13  |
| 5.            | «Dai 3 Maku- Haitoku no Kyoudai (Act III - Immoral Siblings)»                             | 0:35  |
| 6.            | «Fascination»                                                                             | 1:16  |
| 7.            | «Dai 4 Maku- Engage Shite (Act IV - Get Engaged...)»                                      | 0:36  |
| 8.            | «Bal (Ball)»                                                                              | 1:13  |
| 9.            | «Dai 5 Maku- Shower no Kare (Act V - He's in a Shower)»                                   | 0:35  |
| 10.           | «Chuchu»                                                                                  | 2:07  |
| 11.           | «Programme de Radiodiffusion (Radio Show)»                                                | 2:26  |
| 12.           | «Ondes Electriques (Radio Waves)»                                                         | 1:04  |
| 13.           | «Dai 6 Maku- Onegai! Hanniwaccha! (Act VI - Please! Haniwaccha!!)»                        | 1:27  |
| 14.           | «Animal Sauvage (Wild Animals)»                                                           | 1:32  |
| 15.           | «Dai 7 Maku- Kozue dake no Miki (Act VII - Kozue's Own Miki)»                             | 0:31  |
| 16.           | «Icone (Sacred Image)»                                                                    | 2:39  |
| 17.           | «Croix (Cross)»                                                                           | 2:43  |
| 18.           | «Tentation (Temptation)»                                                                  | 1:33  |
| 19.           | «Dai 8 Maku- Fukaki Ruriiro no Kage (Act VIII - Deep Azure Shadow)»                       | 2:20  |
| 20.           | «Terre Promise (Promised Land)»                                                           | 1:55  |
| 21.           | «Konnichiwa Aka-chan (Hello, Baby)»                                                       | 2:42  |
| 22.           | «Yoake no Scat (Scat of the Dawn)»                                                        | 3:59  |
| 23.           | «Dona Dona»                                                                               | 3:06  |
| 24.           | «Dai 9 Maku- Lucifer no Wana (Act IX - Lucifer's Trap)»                                   | 1:23  |
| 25.           | «Confession (Repentance)»                                                                 | 1:52  |
| 26.           | «Pretre (Clergyman -Sacerdote-)»                                                          | 1:50  |
| 27.           | «Rêdemption (Atonement)»                                                                  | 1:45  |
| 28.           | «Dai 10 Maku- Sekai wo Kakumei Suru Mono (Act X - The One to Revolutionize the World)»    | 1:13  |
| 29.           | «Friut Defendu (The Forbidden Fruit)»                                                     | 1:33  |
| 30.           | «Dai 11 Maku- Watashi no Ouji-sama (Act XI - My Prince)»                                  | 1:08  |
| 31.           | «Baiser (Kiss)»                                                                           | 2:07  |
| 32.           | «Dai 12 Maku- Itsuka Isshou no Kagayaite (Act XII - Someday, We'll Shine Together)»       | 1:04  |
| 33.           | «Rose & Release (Karaoke)»                                                                | 1:34  |
| 34.           | «Dai 13 Maku- Watashi to, Anata ga, Mou ichido (Act XIII - Once Again You and I will...)» | 0:17  |
| Durada total: | Durada total:                                                                             | 57:25 |

| 1.            | «Bara no Kokuin no Tegami (Letters of the Rose Signet)»                     | 1:51  |
| 2.            | «Tsuyoku Kedakaku (Strong and Noble)»                                       | 3:09  |
| 3.            | «Ouji-sama ga li (I'm Better off Being a Prince)»                           | 3:27  |
| 4.            | «Sekai wo Kakumei Suru Tame Ni (For the Sake of Revolutionizing the World)» | 4:52  |
| 5.            | «Zettai Unmei Mokushiroku (The Absolute Destiny - Apocalypse)»              | 1:51  |
| 6.            | «Bara no Hanayome (The Rose Bride)»                                         | 3:59  |
| 7.            | «Kagae Shoujo (Shadow Play Girls)»                                          | 2:07  |
| 8.            | «Welcome»                                                                   | 3:42  |
| 9.            | «Eyecatcher»                                                                | 0:13  |
| 10.           | «Butoukai no Yoru ni (On the Night of the Ball)»                            | 3:03  |
| 11.           | «Duelist»                                                                   | 0:39  |
| 12.           | «Onna no Ko no Kitetsu (Girls' Season)»                                     | 1:33  |
| 13.           | «Hana no Nai Bara (Rose with No Flower)»                                    | 2:58  |
| 14.           | «Mamotte Hoshii (I Want You to Protect Me)»                                 | 2:45  |
| 15.           | «Arigato Ai wo (Thank You for Your Love)»                                   | 2:41  |
| 16.           | «Rinbu Revolution (TV Size)»                                                | 1:34  |
| Durada total: | Durada total:                                                               | 40:05 |

### Shoujo Kakumei Utena OST 6, The Advent of Nirvanic Beauty ~Androgynous Me~ (Covers)
Publicat el 23 d'abril de 1999 per KING Records Co.. Aquest CD és bàsicament una selecció de Ikuhara. En total hi ha cinc cançons: "Pretty Lady Come" (la cançó d'obertura del videojoc de Sega Saturn d'Utena), i "Eye-Catch B"; "Sophie - Spit of the Gods" que és una versió karaoke de "Astragalous Earthly Backgammon", la qual apareix com a cançó dos en la setena banda sonora; "Zeit und Zeit" és la música que sona a la prèvia de la pel·lícula d'Utena; la versió d'"Absolute Destiny: Apocalypse" que apareix en aquest CD és el remix industrial sense la veu masculina. "Absolute Destiny: Apocalypse - Adolescence Cover" és a més una mica diferent cap al final de la versió que apareix a la vuitena banda sonora.
Van aparèixer dos números KICA per aquest CD. L'original venia a més amb una entrada per a veure la pel·lícula d'Utena, Adolescence Apocalypse. Els números eren "KICA-9641", mentre que el número que va aparèixer després era el "KICA-461". Per això els col·leccionistes han d'anar amb compte quan compren aquesta banda sonora, ja que s'han de fixar si busquen o no la primera edició limitada.
| Núm.          | Títol                                                                                    | Durada |
| ------------- | ---------------------------------------------------------------------------------------- | ------ |
| 1.            | «Zettai Unmei Mokushiroku (Adolescense Cover)»                                           | 3:21   |
| 2.            | «Ohtori Gauken Kouka (Pretty Lady Come) (Sega Saturn Opening) -Instrumental-»            | 1:59   |
| 3.            | «Rinbu Revolution»                                                                       | 4:35   |
| 4.            | «Gauken no Scarlet (Scarlet of the Campus)»                                              | 1:50   |
| 5.            | «Arasou no Jouka e (To The Battle Castle)»                                               | 2:23   |
| 6.            | «Sekai wo Kakumei Suru Tame Ni (For Revolutionizing the World)»                          | 4:49   |
| 7.            | «Zettai Unmei Mokushiroku (Musical Version)»                                             | 1:48   |
| 8.            | «Spira Mirabilis Gekijou (Spira Mirabilis Theatre)»                                      | 2:09   |
| 9.            | «Tenshi Souzou Sunawachi Hikari (Angelic Creation, Namely, Light) (With Banyuu Inryoku)» | 2:15   |
| 10.           | «Eyecatch OST 1»                                                                         | 0:10   |
| 11.           | «Nemuro Kinenkan (Nemuro Memorial Hall)»                                                 | 1:54   |
| 12.           | «Watashi Kussou Seimentai (I am An Imaginary Living Body)»                               | 3:14   |
| 13.           | «Virtual Star Hasseigaku (Virtual Star Embryology) (TV Size)»                            | 1:17   |
| 14.           | «Subtitle»                                                                               | 0:11   |
| 15.           | «Butou no Eros (Eros of the Ball)»                                                       | 1:41   |
| 16.           | «Chikyuu wa Jinbutsu Chinretsushitsu (Earth as a Character Gallery)»                     | 1:51   |
| 17.           | «Watashi Banbatsu Hyaku Fushigi (I Am All the Mysteries in Creation)»                    | 3:12   |
| 18.           | «Jikai Yokoku (Next Episode)»                                                            | 0:32   |
| 19.           | «Gauken no Lyrics (Lyric of the Campus)»                                                 | 1:08   |
| 20.           | «Onna no Ko no Kisetsu (Girls' Season)»                                                  | 1:32   |
| 21.           | «Eyecatch again»                                                                         | 0:11   |
| 22.           | «Poison»                                                                                 | 1:15   |
| 23.           | «Akio Car»                                                                               | 2:05   |
| 24.           | «Orpheus»                                                                                | 1:15   |
| 25.           | «Sofía - Kamigami no Tsuba (Sophie - Spit of the Gods)»                                  | 4:21   |
| 26.           | «Baiser (Kiss)»                                                                          | 2:05   |
| 27.           | «Arigato Ai Wo (Thank You for Your Love)»                                                | 2:37   |
| 28.           | «Truth»                                                                                  | 4:25   |
| 29.           | «Movie Flash Prelude»                                                                    | 0:48   |
| Durada total: | Durada total:                                                                            | 61:08  |

### Shoujo Kakumei Utena OST 7, Bara Tamago Sosei Roku SOFIA - Chuusei yo Yomigaere! - Utinam Reviviscat Medium Aevum! (Image Songs Pre-movie)
Publicat el 25 de juny de 1999 per KING Records Co.. Aquest CD és bàsicament una imatge del treball de Seazer. Quatre cançons apareixen en els CDs en diferents formes, per tota mena de motius i propòsits. És tot material nou, que no apareix en cap altra banda sonora. A part del nom i de les quatre cançons ja mencionades, sembla que no hi ha cap connexió entre totes les cançons i Shoujo Kakumei Utena. Possiblement n'hi hagi entre la sèrie anime i la pel·lícula, i algunes lletres cançons inevitablement.
| Núm.          | Títol                                                                                               | Durada |
| ------------- | --------------------------------------------------------------------------------------------------- | ------ |
| 1.            | «Bara Tamago Sosei Raku (Revival Record of Rose Egg)»                                               | 3:52   |
| 2.            | «Astrolagous Chikyuu Sugoroku (Astragalous Earth Backgammon)»                                       | 4:31   |
| 3.            | «Reikishi Bourou 'Moji Sabaku' (Historical Watchtower [Desert of Letters])»                         | 5:59   |
| 4.            | «Puchi Banshou no Seimei Kodoku Shi (The Solitary Existence of the Petite Universe: A History)»     | 5:52   |
| 5.            | «Sekai Tsuya Dan no Yurikago de (Cradled in the Grave of the World - In the Hands of the World)»    | 6:08   |
| 6.            | «Suiteki Sunawachi Banyuu Shi Minamoto (Water Drop that Means the Universal)»                       | 5:38   |
| 7.            | «Kaigetsu Ai ni Shisu (The Oceanic Moon Dies in Indigo)»                                            | 5:27   |
| 8.            | «Zettai Kobiwaku 'Ta Erotic' (Absolute Delusion [Das Erotica])»                                     | 6:20   |
| 9.            | «Deforume Déjà vu»                                                                                  | 4:17   |
| 10.           | «Tsuisou no Heinshin Fu (Reminiscence Performance)»                                                 | 5:47   |
| 11.           | «Shura - Nikutai Seiza Alpha Psi Zeta Seiun (Shura - Corporal Constellation Alpha Psi Zeta Nebula)» | 6:10   |
| 12.           | «Warera Mizukara wo Kiteka da Tenshi Nari (We Who Have Cast Ourselves Aside Become Fallen Angels)»  | 8:29   |
| 13.           | «Yomigaere! Mukyuu no Reikishi 'Chuusei yo' (Revive! Infinite History [Medium Aevum])»              | 6:27   |
| Durada total: | Durada total:                                                                                       | 75:03  |

### Shoujo Kakumei Utena OST 8, Adolescence Mokushiroku
Es va publicar al Japó el 14 d'agost de 1999 per KING Records Co., i als Estats Units el 8 de juny de 2004 per Pioneer / Geneon, però s'aturaria la seva distribució degut a la bancarrota d'aquesta última companyia.
És la banda sonora de la pel·lícula d'Utena Adolescence Apocalypse. La part més destacada del disc inclou remix d'"Absolute Destiny: Apocalypse" i "Rinbu Revolution", com també la més popular "At Time, Love Is" i dos (tècnicament tres) peces noves de Seazer. Malgrat tot, la cançó "Want to Be a Fiancée" només apareix en versió simfònica, i no en versió vocal tal com apareixia als crèdits finals del film. El CD es va publicar dins d'una caixa de cartró rosa amb un emblema de la rosa gravat en el qual.
| Núm.          | Títol | Durada |
| ------------- | --- | ------ |
| 1.            | «Rose is Rain» | 1:46   |
| 2.            | «Scarlet-tachi no Butou (Scarlets' Dancing - Reunion)»                                                                                  | 3:19   |
| 3.            | «Bara no Kokuin (Rose Brand ~Bride in the Sky Garden~)»                                                                                 | 2:55   |
| 4.            | «Yomigaere! Mukyuu no Reikishi 'Chussei yo' (Revive! Infinite History [The Middle Ages])»                                               | 3:38   |
| 5.            | «Illusion - Akio ni Sanagi (Illusion - Akio's Chrysalis)»                                                                               | 4:46   |
| 6.            | «Belladonna no Wara (Belladonna's Trap)»                                                                                                | 2:15   |
| 7.            | «Toki ni Ai Wa (At Time, Love Is)» | 4:13   |
| 8.            | «Akio Enbukyou - Video na Kioku (Akio Waltz ~ Video-tic Memory)»                                                                        | 2:00   |
| 9.            | «Bara no Rashin ~Shura - Nikutai Seiza Alpha Psi Zeta Seiun'~ (Rose Naked Body ~Shura - Physical Constellation Alpha Psi Zeta Nebula~)» | 5:12   |
| 10.           | «Abraxas - Hikari Sasu Niwa (Abraxas ~ Sunny Garden)»                                                                                   | 4:59   |
| 11.           | «Zettai Unmei Mokushiroku (The Absolute Destiny - Apocalypse) - Adolescence of Utena»                                                   | 3:33   |
| 12.           | «Kessen - Beruzeburu no Oujou (Decisive Battle - Beelzebub Place)»                                                                      | 7:36   |
| 13.           | «Rinbu Revolution (Adolescense Rush)»                                                                                                   | 7:56   |
| 14.           | «Fiance ni Naritai (Want To Be A Fiancée)»                                                                                              | 4:20   |
| Durada total: | Durada total: | 58:36  |

## Singles

### Rinbu Revolution Single
Publicat el 21 de maig de 1997 per KING Records Co., conté cançons com "I Can't" que només surten en aquest àlbum. Aquest single fou publicat simultàniament amb els singles Truth i Rinbu Revolution/Truth.
| Núm.          | Títol                                                         | Durada |
| ------------- | ------------------------------------------------------------- | ------ |
| 1.            | «Rinbu Revolution (Round Dance Revolution)»                   | 4:36   |
| 2.            | «I Can't»                                                     | 5:37   |
| 3.            | «Rinbu Revolution (Round Dance Revolution) (Karaoke Version)» | 4:36   |
| 4.            | «I Can't (Karaoke Version)»                                   | 5:34   |
| Durada total: | Durada total:                                                 | 20:25  |

### Truth Single
Aquest single fou publicat el 21 de maig de 1997 per KING Records Co.. Conté en exclusiva el single "New Sun". L'etiqueta R&D correspon a 'Rock & Dance' i difereix una mica de la versió d'obertura de la cançó en la banda sonora original. Aquest single es va publicar simultàniament amb el singles Rinbu Revolution i Rinbu Revolution/Truth.
| Núm.          | Títol                                                         | Durada |
| ------------- | ------------------------------------------------------------- | ------ |
| 1.            | «Truth (Original R&D Mix)»                                    | 4:39   |
| 2.            | «New Sun (Oriental Mix)»                                      | 6:17   |
| 3.            | «Truth (Original R&D Mix) (Karaoke Version)(Karaoke Version)» | 4:40   |
| Durada total: | Durada total:                                                 | 15:38  |

### Rinbu Revolution/Truth Single
Publicat simultàniament amb el single Truth Single, conté les versions que ja apareixien als àlbums de la banda sonora. En versió extensa, no la versió de televisió.
| Núm.          | Títol                                                            | Durada |
| ------------- | ---------------------------------------------------------------- | ------ |
| 1.            | «Rinbu Revolution (Round Dance Revolution) (vocal: Masami Okui)» | 4:35   |
| 2.            | «Truth (vocal: Luca Yumi)»                                       | 4:27   |
| Durada total: | Durada total:                                                    | 09:03  |

### Labyrinth/Toki ni Ai wa Single
Malgrat que es coneix per Toki ni Ai wa, aquest no fou el seu títol original del single que conté. El títol del single fou "Labyrinth" i va ser obra del Cyber Team a la pel·lícula d'Akihabara. Sembla que també conté una versió de Masami Okui.
| Núm.          | Títol                                                | Durada |
| ------------- | ---------------------------------------------------- | ------ |
| 1.            | «Labyrinth»                                          | 3:59   |
| 2.            | «Toki ni Ai wa (At Time, Love Is)»                   | 4:14   |
| 3.            | «Labyrinth (Karaoke Version)»                        | 3:59   |
| 4.            | «Toki ni Ai wa (At Time, Love Is) (Karaoke Version)» | 4:12   |
| Durada total: | Durada total:                                        | 16:25  |

### FIANCÉE ni Naritai Single
Publicat el 10 de desembre de 1997 per KING Records Co., Ltd., la cançó principal d'aquest single surt al final de la pel·lícula L'adolescència d'Utena. És interpretada per la veu que fa el doblatge d'Akio al film. Es desconeix d'on prové la segona cançó del disc. La versió que apareix en la cançó final és en mode simfònic i versió J-Pop, així com el típic acompanyament karaoke.
| Núm.          | Títol                                                                           | Durada |
| ------------- | ------------------------------------------------------------------------------- | ------ |
| 1.            | «FIANCÉE ni Naritai (Wanna Become a Fiancée)»                                   | 5:39   |
| 2.            | «Kare to Kanojo no Koto (Things of Him and Her)»                                | 3:50   |
| 3.            | «FIANCÉE ni Naritai (Are?! MITCHY ga inaizo)»                                   | 5:39   |
| 4.            | «(Wanna Become a Fiancée (What?! MITCHY isn't here)) (Karaoke Version)Version)» | ?      |
| Durada total: | Durada total:                                                                   | 15:09  |

## Recopilatoris

### Star Mania: Shoujo Kakumei Utena
Star Mania és bàsicament un recopilatori de la col·lecció de les cançons més populars de la banda sonora d'Utena.
| Núm.          | Títol                                                           | Durada |
| ------------- | --------------------------------------------------------------- | ------ |
| 1.            | «-rinbu- revolution»                                            | 4:36   |
| 2.            | «truth»                                                         | 4:26   |
| 3.            | «Absolute Destiny Apocalypse»                                   | 2:35   |
| 4.            | «Virtual Star Embryology»                                       | 4:09   |
| 5.            | «Absolute Destiny Apocalypse with Universal Gravitation»        | 2:48   |
| 6.            | «Virtual Star Embryology (duel chorus)»                         | 1:50   |
| 7.            | «Internal Clock, Municipal Orrery»                              | 3:54   |
| 8.            | «Rose & Release»                                                | 1:34   |
| 9.            | «Spira Mirabilis Theatre»                                       | 3:05   |
| 10.           | «Angel Creation, Namely Light»                                  | 2:17   |
| 11.           | «Shura - Corporal Constellation aYz Nebula»                     | 6:11   |
| 12.           | «Resurrection! Never-ending History of the Middle Ages»         | 6:28   |
| 13.           | «At Times, Love Is»                                             | 4:13   |
| 14.           | «Absolute Destiny Apocalypse ~ Adolescence of UTENA»            | 11:29  |
| 15.           | «-a round dance-revolution ~ Adolescence Rush(Karaoke Version)» | 7:55   |
| Durada total: | Durada total:                                                   | 59:30  |

### Starchild Girls Character Song Best
Es tracta d'una compilació de cançons de diverses sèries anime publicada pel segell KING Records Co.. Es desconeixen la resta de cançons, però les dues primeres són gravacions exclusives d'aquest CD. La cançó número 16 està interpretada per Maki Kamiya i Tokyo Konsei Gasshodan a més de Suginami Jidou Gasshodan, la cançó 17 per només Maki Kamiya. L'edició especial d'aquest CD venia en el mateix paquet amb una figura de Ruri Hoshino vestida de gat, de Martian Successor Nadesico.
| Núm.          | Títol                                         | Durada |
| ------------- | --------------------------------------------- | ------ |
| 1.            | «Koi shimasho nebarimasho<T.H.S MIX>»         | 4:13   |
| 2.            | «Otomegokoro wa mangekyo-kaleidoscope-»       | 3:36   |
| 3.            | «ROSE BUD (New Recording)»                    | 4:33   |
| 4.            | «CARRY ON»                                    | 4:30   |
| 5.            | «Zankoku na tenshi no These[A.D.2001]»        | 4:44   |
| 6.            | «LONESOME ROAD»                               | 4:18   |
| 7.            | «Anata no ichiban ni naritai(New Recording)»  | 5:59   |
| 8.            | «BIRTH<T.H.S MIX>»                            | 4:26   |
| 9.            | «Tamashii no Rufuran»                         | 5:29   |
| 10.           | «MY SOUL»                                     | 4:26   |
| 11.           | «TAKE Nayuta version»                         | 4:29   |
| 12.           | «FRIENDSHIP»                                  | 5:32   |
| 13.           | «Egaoga No.1! Yapparine»                      | 4:07   |
| 14.           | «Mainichi ga otenki»                          | 3:43   |
| 15.           | «RIDE ON SHOOTING STAR/ PILLOWS,THE»          | 2:25   |
| 16.           | «Zettai unmei mokushiroku(New Remix Version)» | 2:38   |
| 17.           | «Virtual star hasseigaku(New Remix Version)»  | 3:51   |
| Durada total: | Durada total:                                 | 72:59  |

## Música del videojoc

### Sega REAL Doll Figure Bonus CD (Utena)
Junt amb la nina d'Utena Tenjo que promocionava el videojoc de Quatre dies a Ohtori venia un CD amb dramatitzacions.

### Sega REAL Doll Figure Bonus CD (Anthy)
Junt amb la nina d'Anthy Himemiya que promocionava el videojoc de Quatre dies a Ohtori venia un CD amb dramatitzacions.

### Sega Saturn Game Disc Error Tracks
Aquest àlbum conté material multimèdia dels discos de Quatre dies a Ohtori on hi havia un 'error' o pistes en forma d'ou de pasqua.